# Don Chisciotte e Sancio Panza
Don Chisciotte e Sancio Panza è un film del 1968 diretto da Giovanni Grimaldi.

## Trama
Mancia, XVII secolo. Il quadro Don Pietro viene chiamato d'urgenza nella casa del nobile Don Chisciotte perché quest'ultimo, a furia di leggere romanzi cavallereschi, si è improvvisato cavaliere errante ed è partito in giro per il mondo con il suo scudiero Sancio Panza, lasciando sole la nipote e la governante. Don Pietro, insieme alle due donne, decidono di bruciargli tutti i libri di cavalleria nella speranza che guarisca. Nel frattempo Don Chisciotte, durante il suo viaggio, incontra dei mulini che scambia per giganti e, nonostante gli ammonimenti di Sancio, prova a sfidarli. Rimane però incastrato tra le pale e viene liberato dallo scudiero. Nonostante l'evidenza dei fatti, Don Chisciotte ritiene che la trasformazione dei giganti in mulini sia ad opera del cielo, il quale lo ha voluto punire per aver intrapreso un'avventura senza essere investito cavaliere. Riprendono quindi il viaggio, alla ricerca di un duca o principe che lo possa investire. Arrivano ad un vecchio castello abbandonato dove secondo Don Chisciotte abita un famoso duca che potrà investirlo. Dopo aver consumato un pranzo immaginario, trovano però delle vacche, che in realtà sarebbero delle principesse trasformate dal mago Frescone, nemico n°1 di Don Chisciotte. Lasciato il castello, si imbattono in un'osteria che viene scambiata da Don Chisciotte per una reggia. L'oste decide di stare al gioco, si finge duca e vorrebbe nominarlo subito. Don Chisciotte però, prima di essere nominato, intende vegliare tutta la notte e digiunare, coinvolgendo anche Sancio. Lo scudiero però non resiste ai morsi della fame e riesce a prendere di nascosto del cibo dalla dispensa senza farsi scoprire da Don Chisciotte. La mattina dopo la veglia è finita, e l'oste-duca finalmente lo investe cavaliere, dandogli come nuovo nome "Cavaliere dalla Triste Figura". I due quindi lasciano l'osteria.
Dopo aver liberato dei delinquenti dalle guardie del re e fermato in tempo un contadino che stava frustando un pastorello, i due si mettono alla ricerca di una sorgente d'acqua per potersi dissetare. Trovano invece un forziere pieno d'oro che un ladro aveva rubato e nascosto poco prima. Don Chisciotte intende restituirlo al legittimo proprietario ma viene fermato da delle guardie, con le quali ingaggia una lotta. Nella confusione generale l'asino di Sancio con i suoi calci mette K.O. le guardie. Sancio però, a causa del buio, invece delle guardie lega Don Chisciotte: vengono quindi arrestati e portati in prigione. Il ladro di prima intanto si procura dei vestiti da nobile e va dalla polizia a denunciare il "furto" del forziere e accusa i due del reato. Per fortuna arriva il vero proprietario del forziere, il signor Sindaco, che ha riconosciuto il ladro dalla cicatrice e fa liberare i due innocenti. Nel frattempo Don Pietro, per riportare a casa Don Chisciotte, assume un mercenario che fingerà d'essere un signorotto, mentre sua moglie sarà una pulzella in pericolo, per attirare il cavaliere.

## Produzione
In origine il film avrebbe dovuto intitolarsi Don Cicciotto e Franco Panza, e le tematiche del soggetto prevedevano una satira sulla contestazione sessantottina. Il progetto venne ripreso due anni più tardi con la realizzazione del film Don Franco e don Ciccio nell'anno della contestazione diretto da Marino Girolami.

## Distribuzione
Il film uscì nelle sale cinematografiche il 24 agosto 1968, favorevolmente giudicato dal pubblico e dalla critica.
È uscito su supporto DVD in versione restaurata per la RAROVIDEO.